# Пассивный словарь
Пасси́вный слова́рь, пассивный запа́с слов — часть словарного состава языка, состоящая из единиц, ограниченных в употреблении особенностями обозначаемых ими явлений (к примеру, историзмы, собственные имена) или известных лишь части носителей языка (таковы архаизмы, неологизмы, термины). К пассивному словарю могут принадлежать и лексические единицы, используемые исключительно в отдельных функциональных стилях языка: книжная, разговорная и другая стилистически окрашенная лексика. Пассивный словарь противопоставляется активному.
Пассивный словарь живого языка считается открытой системой, поскольку число его единиц не ограничено и не может быть строго и полностью определено тезаурусом какого-либо словаря. Граница активного и пассивного словаря подвижна: так, рус. аэроплан, городовой, гувернёр, прислуга, прошение, ревком к середине XX века вышли из активного употребления, но сохранились в пассивном словаре. Выявлению соотношения активного и пассивного запаса слов языка на определённом этапе его развития служат частотные словари.

## Другие значения термина
В психолингвистике пассивный словарь определяется как совокупность лексических единиц, понятных отдельному носителю языка, но не употребляемых им в спонтанной речи. Иногда термин в этом значении противопоставляется понятию «потенциальный словарь», обозначающему слова, значения которых неизвестны носителю, но он способен установить их, опираясь на внутреннюю форму слова или контекст.
В лексикографической теории Л. В. Щербы под пассивным словарём понимается лексикографическое пособие, ориентированное на слушающего или читающего, а не на говорящего (в отличие от активного словаря); к этому типу относится большинство переводных словарей.